# Chiles ambassad i Stockholm

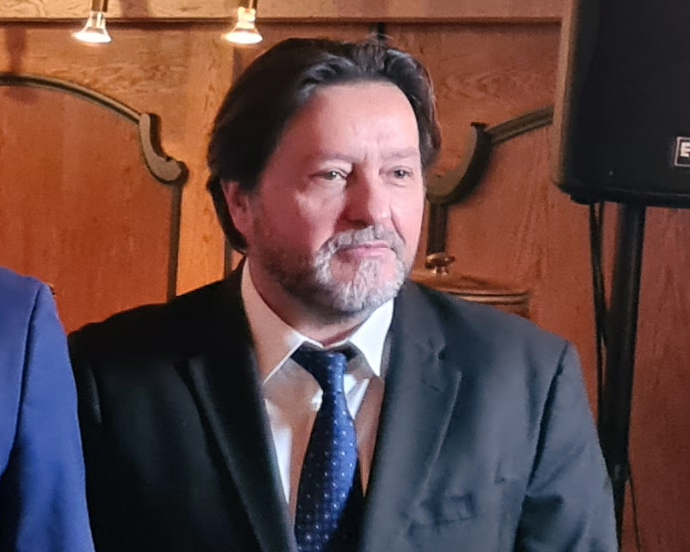
Tucapel Jiménez Fuentes i februari 2023.

Chiles ambassad i Stockholm är Republiken Chiles fasta diplomatiska representation gentemot Konungariket Sverige, vilken är belägen i Sveriges huvudstad Stockholm. Chiles ambassadör i Sverige sedan 2022 är Tucapel Jiménez Fuentes.

## Funktion
Ambassadens huvudfunktion är att representera Chile i Sverige genom att främja och utveckla de bilaterala förbindelserna på alla områden av gemensamt intresse.

## Fastighet
Chiles ambassad i Stockholm är belägen på 2:a våningen i en fastighet på Drottninggatan 108. Den kommersiella sektionen finns på den 2:a våningen, Birger Jarlsgatan 36, Stockholm, och den konsulära sektionen finns på den 3:e våningen på Vasagatan 36, Stockholm.

## Beskickningschefer
| Namn                            | Period    | Funktion   |
| ------------------------------- | --------- | ---------- |
| Svante Törnvall                 | 1974–1982 | Ambassadör |
| José Mario Goñi Carrasco        | 1997–2000 | Ambassadör |
| Pepe Auth                       | 2000–2004 | Ambassadör |
| Álvaro García Hurtado           | 2004–2006 | Ambassadör |
| Ovid Alejandro Harasich Miserda | 2006–2008 | Ambassadör |
| José Miguel Cruz                | 2008–2012 | Ambassadör |
| Horacio del Valle Irarrázaval   | 2012–2014 | Ambassadör |
| José Mario Goñi Carrasco        | 2014–2018 | Ambassadör |
| Hernán Bascuñán Jiménez         | 2018–2022 | Ambassadör |
| Tucapel Jiménez Fuentes         | 2022–     | Ambassadör |